# مالینوفکا (استان بلگورود)
مالینوفکا (انگلیسی: Malinovka, Belgorod Oblast) یک شهرک در بخش بلگورودسکی استان بلگورود کشور روسیه است.